# Karl Böttcher
Karl Böttcher (25 de octubre de 1889 - 21 de octubre de 1973) fue un general alemán en la Wehrmacht durante la II Guerra Mundial que comandó varias divisiones. Fue condecorado con la Cruz de Caballero de la Cruz de Hierro.
Böttcher sirvió en el Deutsches Afrikakorps a las órdenes de Erwin Rommel donde comandó un regimiento de artillería. Posteriormente fue hecho comandante de la 21.ª División Panzer. Böttcher se rindió a los Aliados Occidentales en 1945 y fue internado hasta 1947.

## Condecoraciones
- Cruz de Hierro (1914) 2ª Clase (noviembre de 1914) & 1ª Clase (julio de 1916)[1]
- Cruz de Federico (27 de enero de 1916)[1]
- Cruz de Honor 1914-1918 (1 de enero de 1935)[1]
- Premio al Largo Servicio de la Wehrmacht 1ª Clase (2 de octubre de 1936)[1]
- Medalla de Memel (10 de diciembre de 1939)[1]
- Broche de la Cruz de Hierro (1939) 2ª Clase (5 de junio de 1940) & 1ª Clase (15 de noviembre de 1940)[1]
- Cruz de Caballero de la Cruz de Hierro el 13 de diciembre de 1941 como Generalmajor y comandante de la 21.ª División Panzer[2]
- Orden Militar Italiana de Saboya (14 de enero de 1942)[1]